# Derwas Chitty
Derwas James Chitty (ur. 2 czerwca 1901 w Strawbury, zm. 1971) – angielski archeolog i duchowny, historyk kościoła i ruchu monastycznego, autor wielu artykułów i przekładów dzieł ojców kościoła. członek bractwa św. Albana i Sergiusza. Autor prac na temat prawosławnej duchowości.

## Życiorys
Jego rodzicami byli: proboszcz James Charles Martin Chitty (1865–1938) i Gwen Ethlin Georgiana Chitty z domu Jones (1861–1933), córki Henryego Jonesa z Binnum z Australii Południowej. Dzieciństwo spędził na plebanii w Hanwood w hrabstwie Shropshire. Jego starszą siostrą była Lily Chitty, słynna brytyjska archeolog, pionierka używania kartografii w archeologii.
Najpierw uczył się wraz z bratem w szkole w Winchesterze, a później dostał się do New College, następnie w Ecole Biblique w Jerozolimie.
W 1929 wraz z przyjacielem Michaelem Markoffem odnaleźli monaster św. Eutymiusza Wielkiego w Zachodnim Brzegu w dawnej Judei. W 1931 został proboszczem parafii w Upton w dystrykcie Vale of White Horse w hrabstwie Oxfordshire, 3 km od Didcot i 28 km od Oxfordu, dawniej należało do hrabstwa Berkshire. W Upton pełnił swoją posługę do 1968. W 1943 poślubił archeolog Mary Kitson Clark, której dzieło z 1935 A Gazetteer of Roman Remains in East Yorkshire jest podstawą przy badaniach obecności Rzymian w północnej Anglii. Podczas II wojny światowej został przydzielony jako kapelan do Royal Navy i został delegowanym m.in. do Kolombo i Bombaju.

## Prace
Opublikował wiele artykułów i prac na temat początków wschodniego monastycyzmu, jego największe dzieło to:
- The Desert a City: a Study of Egyptian and Palestinian Monasticism under the Christian Empire, 1966.[4] – książka, wprowadzająca w świat mnichów, klasztorów Egiptu i Palestyny od początku ruchu monastycznego, przez jego rozwój aż do podboju arabskiego w I poł. VII w.